# Artegon Marketplace

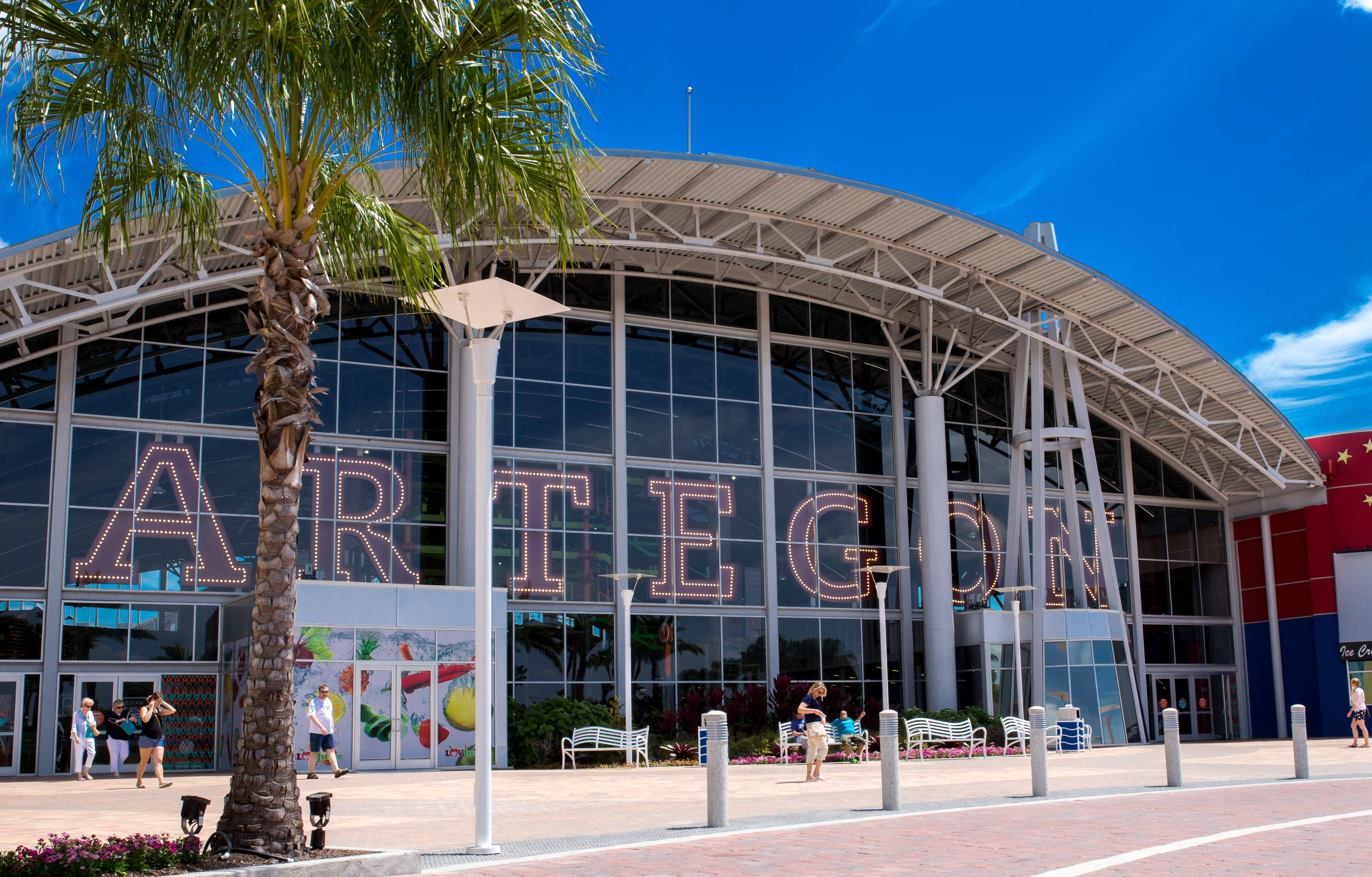
Haupteingang des Artegon Marketplace im Juli 2016

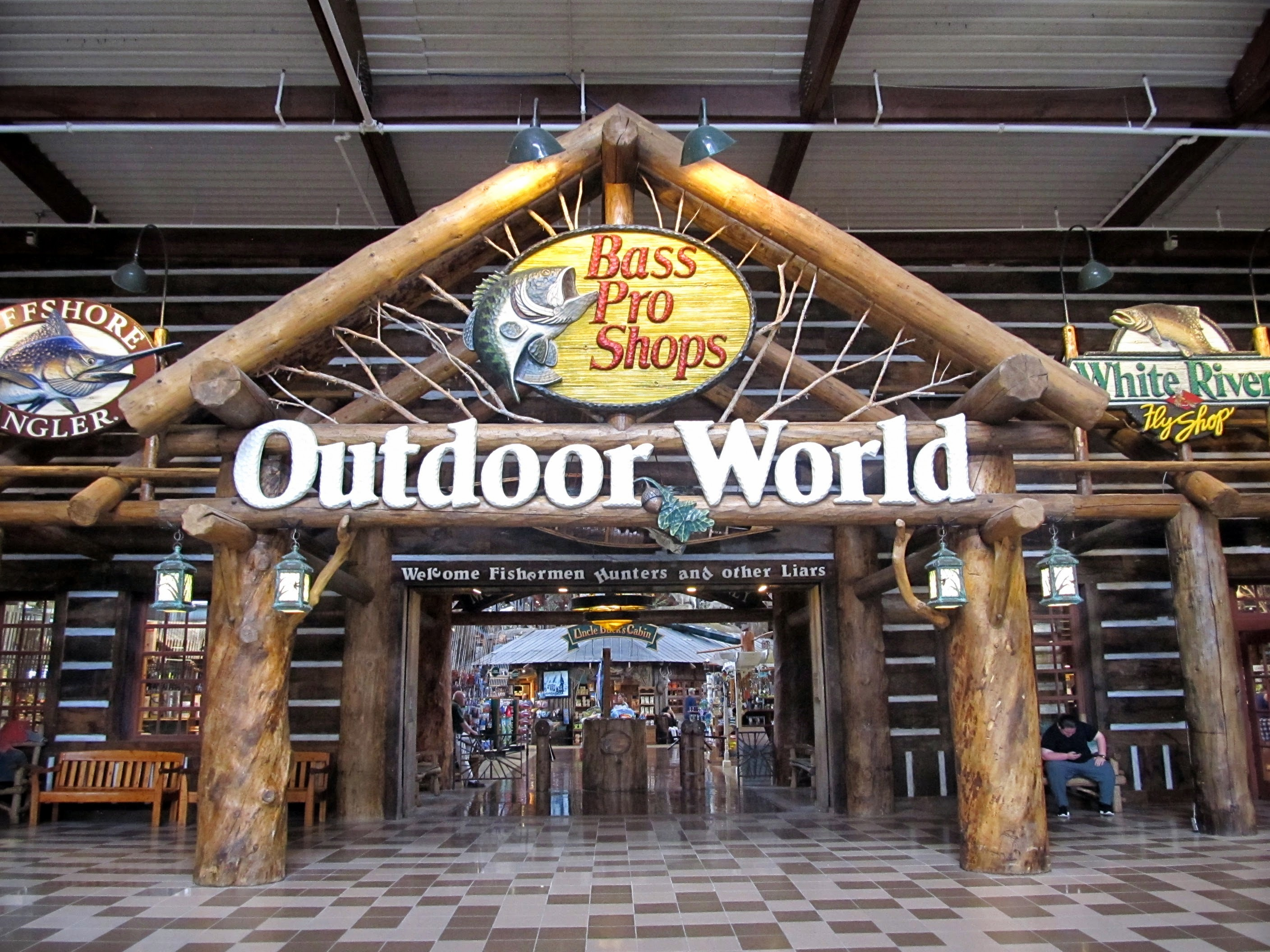
Bass Pro Shop im Artegon Marketplace im September 2016

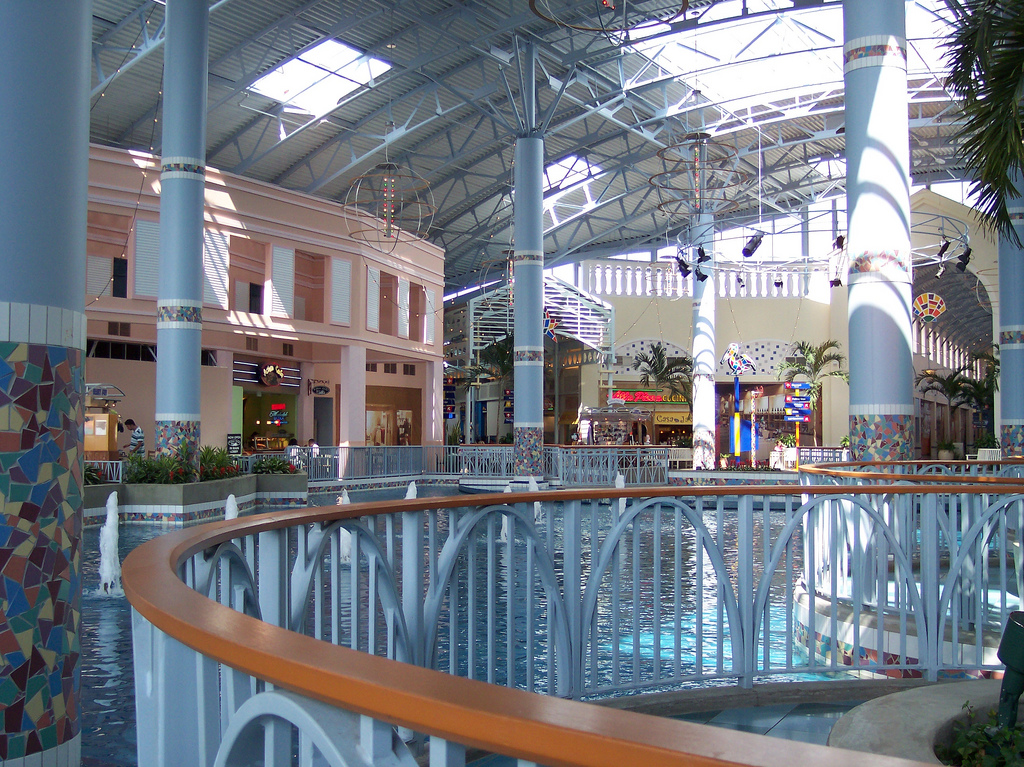
Indoorpool mit Springbrunnen in der alten Festival Bay Mall (Sommer 2006)

Der Artegon Marketplace war ein Einkaufszentrum am International Drive in Orlando im US-Bundesstaat Florida. Es wurde im Jahre 2002 als Festival Bay Mall eröffnet und trug diesen Namen bis 2014, ehe es den zuletzt bekannten Namen erhielt.
Es wies eine vermietbare Verkaufsfläche von 865.000 square feet (rund 80.400 m²) auf; die Gesamtfläche der Liegenschaft beträgt 104 Acres (rund 421.000 m²). Nach der Schließung des Shopping Centers im Januar 2017 blieben nur noch Ankermieter wie Bass Pro Shops, Cinemark oder Boot Barn geöffnet. Im Januar 2018 erwarb Michael und Gil Dezers Gesellschaft Dezer Development aus Miami für 23,7 Millionen Dollar die Liegenschaft, die seit 2017 weitgehend leersteht. Seit Dezember 2020 wird die ehemalige Mall als Indoor-Freizeitpark unter dem Namen Dezerland genutzt.

## Geschichte
Die Mall wurde von Belz Enterprises geplant und errichtet. Eine Eröffnung war bereits für das Jahr 2000 geplant, wurde dann jedoch auf das Jahr 2002 verschoben. Anfangs sollte die Mall eine vermietbare Verkaufsfläche von 1.100.000 square feer (rund 102.200 m²) aufweisen, die Fläche wurde dann jedoch auf 865.000 square feet (rund 80.400 m²) reduziert. Nach der Eröffnung als Festival Bay Mall im Jahre 2002 fungierten Unternehmen wie Bass Pro Shops, Boot Barn, Book Warehouse oder Ron Jon Surf Shop als Ankermieter. Hinzu kamen auch noch Unternehmen im Unterhaltungsbereich wie die US-amerikanische Kinokette Cinemark. In späteren Jahren siedelten sich Unterhaltungsunternehmen wie Gods & Monsters, das mit der Neugründung als Artegon Marketplace einzog, an und es entstand ein Sky Zone Trampoline Park, ein Sky Trail Ropes Course und ein Putting-Edge-Minigolfplatz. Bereits im Jahre 2004 existierten Pläne für einen Surfpark mit dem Namen Ron Jon Surfpark, der in der Mall errichtet werden sollte; diese Pläne wurden jedoch nie realisiert.
Nachdem es die Festival Bay Mall in all den Jahren nicht schaffte ihre Kapazität auszunutzen und nicht einmal die Hälfte ihrer Verkaufsfläche genutzt wurde, ging sie im Jahre 2011 an neue Eigentümer (Paragon Outlet Partners). Im Januar 2012 musste daraufhin auch noch der Vans Skate Park als einer der Ankermieter schließen. In den nachfolgenden Monaten wurde das Einkaufszentrum mit einem abgeänderten Konzept umgebaut. Alles was an das alte Shopping Center erinnerte, sei es Schilder, Teiche oder ein großer Indoorpool mit Springbrunnen, wurde neu gemacht. So wurden unter anderem die Deckenhöhe erweitert und das Einkaufszentrum in einem modernen industriellen Look gehalten. Es entstanden neue Räumlichkeiten für die Mieter, wobei Mieter mit Produkten aus Florida keine Miete bezahlen mussten, sondern dem Betreiber der Mall lediglich einen Prozentsatz an ihren Einnahmen abgeben mussten. Die durchschnittlichen Mietpreise betrugen rund 2.300 US-Dollar im Monat; abhängig von Größe und Lage. Die erste große Umbauphase wurde im Oktober 2014 abgeschlossen; die zweite größere Phase, der Umbau des letzten Drittels des Einkaufszentrums, wurde im darauffolgenden Frühjahr begonnen. Davor wurde das Shopping Center bereits am 20. November 2014 unter dem neuen Namen Artegon Marketplace eröffnet.
Nach der abermaligen Schließung des Shopping Centers im Januar 2017 blieben nur noch Ankermieter wie Bass Pro Shops, Cinemark oder Boot Barn geöffnet. Im Januar 2018 erwarb Michael und Gil Dezers Gesellschaft Dezer Development aus Miami für 23,7 Millionen Dollar die Liegenschaft, die seit 2017 weitgehend leersteht. Seit Dezember 2020 wird die ehemalige Mall als Indoor-Freizeitpark unter dem Namen Dezerland genutzt. Angeboten werden unter anderem Escape-Räume, eine Go-Kart-Bahn, VR-Spiele, und eine Auto-Ausstellung.